# BMW F 800-serie
De F 800-serie is een serie motorfietsen van het merk BMW. Deze serie bestond uit vijf modellen, die allemaal waren uitgerust met een staande twin van 800 cc, waaronder de F 650 GS, die ondanks zijn naam ook een 800cc-motor had.

## Voorgeschiedenis
Met het beëindigen van de productie van de meeste F 650-modellen en ook de R 850-serie rond 2005, waren alleen nog relatief zware BMW-motorfietsen leverbaar. Tussen de nog leverbare F 650 CS en de 1200cc-R- en K-serie gaapte bovendien een enorm gat. De R 850-serie bestond nog uit vrij dure motorfietsen, want vanwege het modulaire productiesysteem waren ze samengesteld uit dezelfde componenten als de R 1100-serie. Op zich was dat een kostenbesparende werkwijze, maar met name de cardanaandrijving maakte het concept wel erg duur. Van de R 850-serie was in 2006 alleen de R 850 R Comfort nog leverbaar. BMW had behoefte aan modellen in de betaalbare middenklasse. In 2001 begon een team van 25 ingenieurs en ontwerpers met het project voor de ontwikkeling van de nieuwe modellen. In de zomer van 2005 gingen geruchten dat BMW bezig was met de ontwikkeling van deze nieuwe modellen. Er was zelfs sprake van een 800cc-driecilinder, die in samenwerking met Rotax ontwikkeld werd. De eerste spionagefoto's uit september 2005 lieten echter een vloeistofgekoelde tweecilinder zien.

## F 800-serie
In 2006 presenteerde BMW een geheel nieuwe lijn motorfietsen, voorzien van een dwarsgeplaatste 800cc-paralleltwin, die in samenwerking met Rotax was ontwikkeld. Dit was niet, zoals bij de BMW F 650-serie was gebeurd, een gewijzigde bestaande inbouwmotor van Rotax, maar een speciaal voor deze serie motorfietsen ontwikkeld motorblok. De F 800-serie was bedoeld om de klanten die een motorfiets in de middenklasse zochten te bedienen. Alle modellen hadden in navolging van de F 650’s de brandstoftank onder het zadel. Op de plaats waar normaal de tank werd verwacht zat de airbox, en daarvóór nog, vlak achter het balhoofd, was de accu gemonteerd.

### Motor
De motor werd ontwikkeld in samenwerking met Rotax, en tot 2008 ook daar geproduceerd. Vanaf 2008 ging de productie naar de Loncin Motor Company in Chongquing (China). Het was een viertakt paralleltwin met dubbele bovenliggende nokkenassen en vier kleppen per cilinder. De 360° twin had een viermaal gelagerde krukas en een extra drijfstang tussen beide cilinders. Deze drijfstang stond 180° ten opzichte van de andere twee en was met een hevel verbonden. Deze hevel scharnierde onder de versnellingsbak. Dit systeem moest de staande twin uitbalanceren, een principe dat vergelijkbaar was met de extra drijfstang die Ducati ooit op de Ducati Supermono had toegepast. Er was brandstofinjectie en een geregelde driewegkatalysator toegepast. De brandstofinjectie werd geregeld door het BMS-K-motormanagementsysteem, met uitzondering van de F 800 R, die het BMS-KP-systeem kreeg, dat ook op de inmiddels ontwikkelde S 1000 RR zat. Veel motorjournalisten vonden het geluid opmerkelijk genoeg lijkend op dat van de boxermotoren, maar zo vreemd was dat niet , want zowel de boxer als de tweecilinder ontstaken het brandstofmengsel om de 360° en “liepen” dus identiek. Er was een dry-sumpsmeersysteem toegepast. Een toerenbegrenzer greep in bij 9.000 tpm.
In loop der tijd zijn er veel aanpassingen gemaakt, een nieuwe waterpomp vanwege veel lekkages , aanpassingen aan de dynamo spoelen, men heeft op de achteras de tandwiel bevestiging en transmissie dempers versterkt. later heeft men ook een pingelsensor gemonteerd,  de eerste reeks met grijze motor blok hadden zuiger kantel problemen veel blokken zijn toen vervangen

### Rijwielgedeelte

#### Frame
De eerste twee modellen, de “S” en de “ST”, kregen een aluminium brugframe dat hoofdzakelijk bestond uit twee kokerbalken. Dat gold ook voor de F 800 R, die van de “S” was afgeleid. De GS-modellen kregen een stalen vakwerkframe waarbij de motor meewerkte als dragend gedeelte. Bij de GS-modellen was de motor iets verder naar achteren gekanteld, om zo ruimte te maken voor een iets langere achterbrug. Een paralever constructie was niet nodig, omdat de aandrijfriem immers geen cardanreactiekrachten opriep.

#### Aandrijflijn
Alle modellen hadden een zesversnellingsbak. De “S”- en “ST”-modellen hadden net als de F 650 CS riemaandrijving. De GS-modellen kregen kettingaandrijving, vanwege het gevaar van beschadiging van de aandrijfriem door stenen. Ook de F 800 R werd met kettingaandrijving uitgerust.

#### Wielen en wielophanging
De F 800-serie kreeg vanwege kostenbesparing, maar ook om de wielbasis binnen de perken te houden, geen telelever voorvork, maar een telescoopvork. Achter was een enkelzijdige wielophanging toegepast, met een bijzonder fraai gevormde achterbrug. De veervoorspanning van de achterschokdemper was met een draaiknop te verstellen.

#### Remmen
Bij alle machines werden rondom schijfremmen toegepast, waarbij het afhankelijk van het model was of er één of twee schijven in het voorwiel zaten. ABS was als optie leverbaar.

## F 800 S
De F 800 S was het eerste model dat werd uitgebracht, gelijktijdig met de ST. Het was het sportmodel van de serie, voorzien van een tophalfkuip, aluminium gietwielen en twee schijfremmen in het voorwiel. Als optie kon de machine worden voorzien van ABS, Tire Pressure Control, een boordcomputer, witte richtingaanwijzers, handvatverwarming, diefstalalarm, verlaagde vering, een middenbok, een bagagerek, een kofferset en een verlaagd zadel. De koffers konden qua breedte worden aangepast aan de hoeveelheid bagage. Vanaf 2009 kregen de “S” en de “ST” zwart gespoten motorblokken. Als het ABS was toegepast, was dit voorzien van een liftsensor voor het achterwiel. Dit was ook toegepast op de HP2 Sport en zorgde dat het ABS ook ingreep wanneer het door de dynamische aslastverplaatsing zijn druk verloor. De standaardinformatie op het dashboard bevatte naast de snelheidsmeter en de toerenteller twee dagtellers, een klokje, de koelvloeistoftemperatuur en een benzinemeter. De optionele boordcomputer voegde daar de gemiddelde snelheid, het gemiddelde brandstofverbruik, het actuele brandstofverbruik en de buitentemperatuur aan toe.

## F 800 ST
De F 800 ST was bijna identiek aan de “S”, de verschillen waren de kuip (dit was een volledige toerkuip), en een hoger stuur in plaats van de lager geplaatste clipons.

## F 800 Sport Edition
De F 800 Sport Edition werd in de zomer van 2007 uitgebracht. Deze speciale versie van de F 800 S was in Titansilber/Cosmicblue gespoten, had witte knipperlichten, een getint ruitje, een Akrapovic sportuitlaat, een boordcomputer en Teil Integral ABS.

## F 800 GS
De F 800 GS en de F 650 GS werden samen met de G 450 X gepresenteerd tijdens de EICMA in Milaan in november 2007. De machine vertoonde veel gelijkenis met zijn grotere broer, de R 1200 GS, maar had uiteraard de meeste componenten van de F 800-serie meegekregen. Hij had dezelfde 85 pk sterke 800cc-motor, maar een nieuw vakwerkframe. Ook was de enkelzijdige achterwielophanging vervangen door een normale swingarm. Er waren, zoals voor een GS gebruikelijk, kruisspaakwielen met zwarte velgen toegepast. De wielen, 21 inch vóór en 17 inch achter, waren duidelijk voor terreinrijden bedoeld. Een antiblokkeersysteem was als optie leverbaar. In 2012 werd het model herzien, toen ook de F 700 GS op de markt kwam.

## F 650 GS
De F 650 GS had een verwarrende typebenaming, identiek aan de F 650 GS-eencilinder, maar deze machine had dezelfde 800cc-tweecilinder die de hele F 800-serie had. Wel was het en veel meer voor de weg bedoelde motorfiets, die dan ook gietwielen had, en de motor was teruggetuned en leverde 71 pk vermogen en een koppel van 75 Nm. Het windscherm was iets lager dan dat van de F 800 GS. Er was voor beginnende motorrijders ook een 25 kW versie beschikbaar. Verder kon de machine worden uitgerust met een volledige kofferset, inclusief topkoffer en tanktas. De 650 had slechts één remschijf in het voorwiel en kon worden uitgerust met ABS. Door de toepassing van een 17" voorwiel en kortere veerwegen was hij ook lager dan de F 800 GS.

## F 800 R
De F 800 R kwam in 2009 op de markt en leverde met zijn 87 pk nog iets meer vermogen dan de rest van de serie. Het was een naked bike die geïnspireerd was op de uitgeklede F 800 S die stuntrijder Chris Pfeiffer gebruikte. Bij deze machine was het aluminium brugframe van de S en de ST toegepast, maar de achtervork en de kettingaandrijving van de GS-en. Er was een brede (180 mm) achterband gemonteerd. De machine had een conventionele, niet instelbare 43 mm telescoopvork, twee schijfremmen met vierzuiger remklauwen in het voorwiel en een enkele schijf met een dubbelzuiger remklauw achter. Heel opvallend was de asymmetrische koplamp die van de F 800 GS was overgenomen. De gearing van met name de drie hoogste versnellingen was korter dan die van de S en de ST, waardoor de machine bij snelweggebruik wat hoogtoerig was. Het dashboard bevatte een snelheidsmeter, twee dagtellers, een toerenteller, een benzinemeter, een klokje en een temperatuurmeter. De (optionele) boordcomputer leverde informatie over de gemiddelde snelheid, de verbruiksstatistieken en de actieradius. ABS was als optie leverbaar, naast handvatverwarming, led knipperlichten, een alarm en een windschermpje in de kleur van de motor.

## F 800 R Chris Pfeiffer Replica
Al tijdens de EICMA tentoonstelling van Milaan in december 2008 werd een replica van de machine van BMW-stuntrijder Chris Pfeiffer als conceptbike getoond. De F 800 R was op dat moment nog niet eens te koop. Toen Chris in 2009 voor de vierde keer wereldkampioen stuntrijden was geworden, werd de machine op de markt gebracht. De "originele" machine waarmee Pfeiffer zijn stunts deed was een kale F 800 S, waardoor er een riemaandrijving aan boord was. De F 800 R en de Chris Pfeiffer Replica kregen beiden de kettingaandrijving van de GS-modellen. De Chris Pfeiffer Replica was in dezelfde BMW Motorsport-kleuren gespoten als de stuntmachine, inclusief de aanwezig sponsorstickers. De belly pan was weggelaten. De Replica week af van de normale F 800 R door het witte voorwiel, de duo seat cover, het ontbreken van een ruitje, een rode achterveer en een Akrapovic uitlaatdemper. ABS was standaard, maar zorgde er ook voor dat echt "stuntwerk" niet mogelijk was: bij het maken van een stoppie greep het immers meteen in.

## F 700 GS
De F 650 GS werd in 2012 opgevolgd door een opgewaardeerde versie, de F 700 GS. Bij dit model was het vermogen toegenomen tot 75 pk, maar er was ook een 47,5 pk versie voor rijbewijshouders van het rijbewijs A2 dat vanaf 2012 van kracht werd. Ook het ontwerp werd verbeterd en in het voorwiel verscheen een tweede remschijf. Zoals alle modellen vanaf 2012 was ABS standaard. Als optie waren zowel ASC als ESA leverbaar. De machine kon worden afgeleverd met een verlagingsset.

## F 800 GT
In november 2012 werd de F 800 GT gepresenteerd als opvolger van de niet erg succesvolle F 800 ST. De GT had een volledige toerkuip met een lage ruit en een set met vaste hardshell koffers (de andere modellen hadden variabele koffers). ABS was standaard, Automatic Stability Control (ASC) en Electronic Suspension Adjustment (ESA) waren als optie leverbaar. De motor was iets sterker en leverde 90 pk bij 8.000 tpm. De achterbrug was 50mm langer voor een betere rechtuitstabiliteit en de veerweg was 15 mm korter.

## Technische gegevens
|                  | F 800 S                                                                     | F 800 ST                                                                    | F 800 Sport Edition                                                         | F 800 GS                                                                    | F 800 GS                                                                    | F 650 GS                                                                   | F 700 GS                                                                   | F 800 R                                                                    | F 800 R Chris Overmeire Replica                                            | F 800 GT                                                                   |
| ---------------- | --------------------------------------------------------------------------- | --------------------------------------------------------------------------- | --------------------------------------------------------------------------- | --------------------------------------------------------------------------- | --------------------------------------------------------------------------- | -------------------------------------------------------------------------- | -------------------------------------------------------------------------- | -------------------------------------------------------------------------- | -------------------------------------------------------------------------- | -------------------------------------------------------------------------- |
| Periode          | 2006-2010                                                                   | 2006-2012                                                                   | 2007                                                                        | 2008-2012                                                                   | 2012-                                                                       | 2008-2012                                                                  | 2012-                                                                      | 2009-                                                                      | 2009                                                                       | 2013-                                                                      |
| Categorie        | sportmotor                                                                  | sporttoerer                                                                 | sportmotor                                                                  | allroad                                                                     | allroad                                                                     | allroad                                                                    | allroad                                                                    | naked bike                                                                 | naked bike                                                                 | toermotor                                                                  |
| Motortype        | tweecilinder-DOHC-motor met vier kleppen per cilinder en brandstofinjectie  | tweecilinder-DOHC-motor met vier kleppen per cilinder en brandstofinjectie  | tweecilinder-DOHC-motor met vier kleppen per cilinder en brandstofinjectie  | tweecilinder-DOHC-motor met vier kleppen per cilinder en brandstofinjectie  | tweecilinder-DOHC-motor met vier kleppen per cilinder en brandstofinjectie  | tweecilinder-DOHC-motor met vier kleppen per cilinder en brandstofinjectie | tweecilinder-DOHC-motor met vier kleppen per cilinder en brandstofinjectie | tweecilinder-DOHC-motor met vier kleppen per cilinder en brandstofinjectie | tweecilinder-DOHC-motor met vier kleppen per cilinder en brandstofinjectie | tweecilinder-DOHC-motor met vier kleppen per cilinder en brandstofinjectie |
| Bouwwijze        | dwarsgeplaatste paralleltwin                                                | dwarsgeplaatste paralleltwin                                                | dwarsgeplaatste paralleltwin                                                | dwarsgeplaatste paralleltwin                                                | dwarsgeplaatste paralleltwin                                                | dwarsgeplaatste paralleltwin                                               | dwarsgeplaatste paralleltwin                                               | dwarsgeplaatste paralleltwin                                               | dwarsgeplaatste paralleltwin                                               | dwarsgeplaatste paralleltwin                                               |
| boring           | 82 mm                                                                       | 82 mm                                                                       | 82 mm                                                                       | 82 mm                                                                       | 82 mm                                                                       | 82 mm                                                                      | 82 mm                                                                      | 82 mm                                                                      | 82 mm                                                                      | 82 mm                                                                      |
| slag             | 75,6 mm                                                                     | 75,6 mm                                                                     | 75,6 mm                                                                     | 75,6 mm                                                                     | 75,6 mm                                                                     | 75,6 mm                                                                    | 75,6 mm                                                                    | 75,6 mm                                                                    | 75,6 mm                                                                    | 75,6 mm                                                                    |
| Cilinderinhoud   | 798 cc                                                                      | 798 cc                                                                      | 798 cc                                                                      | 798 cc                                                                      | 798 cc                                                                      | 798 cc                                                                     | 798 cc                                                                     | 798 cc                                                                     | 798 cc                                                                     | 798 cc                                                                     |
| Max. Vermogen    | 63,5 kW/85 pk bij 8.000 tpm (opgegeven) 66 kW/90 pk bij 8.400 tpm (gemeten) | 63,5 kW/85 pk bij 8.000 tpm (opgegeven) 66 kW/90 pk bij 8.400 tpm (gemeten) | 63,5 kW/85 pk bij 8.000 tpm (opgegeven) 66 kW/90 pk bij 8.400 tpm (gemeten) | 63,5 kW/85 pk bij 8.000 tpm (opgegeven) 66 kW/90 pk bij 8.400 tpm (gemeten) | 63,5 kW/85 pk bij 8.000 tpm (opgegeven) 66 kW/90 pk bij 8.400 tpm (gemeten) | 53 kW/71 pk bij 7.000 tpm (opgegeven)                                      | 55 kW/75 pk bij 7.300 tpm (opgegeven)                                      | 64 kW/87 pk bij 8.000 tpm (opgegeven) 69,5 kW/94,5 pk (gemeten)            | 64 kW/87 pk bij 8.000 tpm (opgegeven) 69,5 kW/94,5 pk (gemeten)            | 66 kW/90 pk bij 8.000 tpm (opgegeven)                                      |
| Max. Koppel      | 85 Nm bij 5.800 tpm                                                         | 85 Nm bij 5.800 tpm                                                         | 85 Nm bij 5.800 tpm                                                         | 83 Nm Bij 5.750 tpm                                                         | 83 Nm Bij 5.750 tpm                                                         | 75 Nm bij 4.500 tpm                                                        | 77 Nm bij 5.500 tpm                                                        | 86 Nm bij 6.000 tpm                                                        | 86 Nm bij 6.000 tpm                                                        | volgt                                                                      |
| Topsnelheid      | 224 km/h (gemeten)                                                          |                                                                             | 224 km/h                                                                    | 204 km/h                                                                    | >200km/h                                                                    | 185 km/h                                                                   | 192 km/h                                                                   | 223 km/h                                                                   | 223 km/h                                                                   | volgt                                                                      |
| Drooggewicht     | 182 kg                                                                      |                                                                             | 182 kg                                                                      | 185 kg                                                                      | 191 kg                                                                      | 179 kg                                                                     | 186 kg                                                                     | 179 kg                                                                     | 179 kg                                                                     | volgt                                                                      |
| Rijklaar gewicht | 210 kg (gewogen)                                                            |                                                                             | 204 kg                                                                      | 207 kg                                                                      | 214 kg                                                                      | 199 kg                                                                     | 209 kg                                                                     | 199 kg                                                                     | 199 kg                                                                     | volgt                                                                      |
| Tankinhoud       | 16 liter                                                                    | 16 liter                                                                    | 16 liter                                                                    | 16 liter                                                                    | 16 liter                                                                    | 16 liter                                                                   | 16 liter                                                                   | 16 liter                                                                   | 16 liter                                                                   | 16 liter                                                                   |
| Frame            | aluminium brugframe                                                         | aluminium brugframe                                                         | aluminium brugframe                                                         | stalen vakwerkframe                                                         | stalen vakwerkframe                                                         | stalen vakwerkframe                                                        | stalen vakwerkframe                                                        | aluminium brugframe                                                        | aluminium brugframe                                                        | aluminium brugframe                                                        |
| 'Aandrijving’    | tandriemaandrijving                                                         | tandriemaandrijving                                                         | tandriemaandrijving                                                         | kettingaandrijving                                                          | kettingaandrijving                                                          | kettingaandrijving                                                         | kettingaandrijving                                                         | kettingaandrijving                                                         | kettingaandrijving                                                         | tandriemaandrijving                                                        |